# Guillaucourt
Guillaucourt (picardisch: Djoucourt) ist eine nordfranzösische Gemeinde mit 391 Einwohnern (Stand 1. Januar 2022) im Département Somme in der Region Hauts-de-France. Die Gemeinde liegt im Arrondissement Péronne, gehört zum Kanton Moreuil und ist Teil der Communauté de communes Terre de Picardie.

## Geographie
Die Gemeinde liegt in der landwirtschaftlich geprägten Landschaft Santerre rund acht Kilometer nordwestlich von Rosières-en-Santerre an der Kreuzung der Départementsstraßen D136 und D165. Das Gemeindegebiet liegt südlich der Autoroute A29 und wird von der Bahnstrecke Amiens-Laon durchzogen.

## Einwohner
| 1962 | 1968 | 1975 | 1982 | 1990 | 1999 | 2006 | 2010 |
| ---- | ---- | ---- | ---- | ---- | ---- | ---- | ---- |
| 363  | 340  | 323  | 302  | 296  | 305  | 375  | 387  |

## Verwaltung
Bürgermeister (maire) ist seit 2008 Jérôme Holvoet.

## Sehenswürdigkeiten
- Schloss
- Kirche Saint-Éloi